# まりまりマリーゴールド
『まりまりマリーゴールド』は、カサイによる日本の漫画作品である。スクウェア・エニックスのウェブコミック配信サイト『ガンガンONLINE』にて2015年5月28日から2016年2月18日まで毎月第1・第3週更新で連載された。全20話、単行本全2巻。
華道部に所属する女子高生たちの日常を描いたギャグ漫画だが、いわゆる日常系の絵柄や設定から、極めてシュールな展開や、噛みあわないやり取りが平然と進行する独特の空気が特徴。公式サイトでは「会話成立しない系」と紹介されている。

## 主な登場人物
毬瀬 まり（まりせ まり）
高校2年生、華道部部長。茶髪ロングヘア。エキセントリックな言動を見せることがあるが、このはに対してツッコミにまわることもある。
近浜 このは（このはま このは）
高校2年生。金髪ショートヘア。語尾は「でしゅ」。生花と間違えてたくあんやスキー板を持ってくるなど脈絡のない天然ボケを見せる。
出雲 いずる（いずも いずる）
高校1年生。黒髪サイドテール。華道部唯一の常識人だが、エピソードによってはやはりシュールなボケ役となる。

## 書誌情報
- カサイ 『まりまりマリーゴールド』、スクウェア・エニックス〈ガンガンコミックスONLINE〉、全2巻

1. 2015年10月22日発売[1]、ISBN 978-4-7575-4764-3
2. 2016年5月21日発売[2]、ISBN 978-4-7575-4977-7